# Thundering Romance
Pour plus de détails, voir Fiche technique et Distribution.
Thundering Romance est un film américain réalisé par Richard Thorpe, sorti en 1924.

## Synopsis
Hank Callahan, la brute de la ville, mais aussi le beau-frère du shérif, oblige Davey Jones, un vieux marin à la recherche d'un trésor enfoui dans le désert, à se battre avec lui. Bill s'interpose et met Hank à terre. Lorsque ce dernier le menace de son arme, Bill lui tire dans l'épaule. Après cela, Bill est obligé de quitter rapidement la ville, poursuivi par un "posse", mais il arrive à les distancer en sautant avec son cheval par-dessus un canyon. Plus tard, Mary Watkins croit reconnaître en Bill son frère depuis longtemps disparu. Bill se fait passer pour lui afin de sauver le ranch de Mary des mains d'une compagnie pétrolière, qui lui a donné trois jours pour payer une hypothèque sur ses terres. Bill décide alors de vendre le bétail de Mary pour rassembler l'argent nécessaire, mais son plan est déjoué et des hommes en armes provoquent une débandade du troupeau qui tombe dans un ravin. Bill arrivera néanmoins à collecter l'argent et à payer l'hypothèque, puis après avoir révélé son identité il demandera la main de Mary. Et Davey Jones trouvera finalement le trésor caché.

## Fiche technique
- Titre original : Thundering Romance
- Réalisation : Richard Thorpe
- Scénario : Ned Nye[1]
- Photographie : Ray Ries
- Production : William T. Lackey, Lester F. Scott Jr.
- Société de production : Action Pictures
- Société de distribution : Weiss Brothers Artclass Pictures
- Pays de production :  États-Unis
- Langue originale : anglais
- Format : noir et blanc — 35 mm — 1,37:1 — film muet
- Genre : Western
- Durée : 5 bobines - 1 450 m
- Date de sortie :
  - États-Unis : 15 décembre 1924

## Distribution
- Jay Wilsey : "Lightning" Bill
- Jean Arthur : Mary Watkins
- Rene Picot : Lew Simons
- Harry Todd : Davey Jones
- Lew Meehan : Hank Callahan
- J.P. Lockney : Mark Jennings
- George A. Williams : le représentant de la compagnie pétrolière
- Lafe McKee : le shérif